# 警視庁取調官 落としの金七事件簿
『警視庁取調官 落としの金七事件簿』（けいしちょうとりしらべかん おとしのきんしちじけんぼ）は、2007年9月20日に産経新聞出版より発刊された、小野義雄著のノンフィクション書籍。
2010年には、テレビ朝日系列でテレビドラマ化された。

## 概要
警視庁捜査一課で「伝説の刑事」として現在も語り継がれ、「落としの金七」の異名を取った、実在の刑事・小山金七の生前の活躍を、元警視庁担当記者の小野義雄が著したノンフィクション作品。

## テレビドラマ
2010年5月29日の21:00 - 23:09（JST）に、テレビ朝日系列にて放映された。視聴率11.2%。
小山金七が実際に関与した事件がストーリーに入っているが、テレビドラマであるため実際と異なる脚色がなされている。
20:58 - 21:00枠では、「みどころ」が放送されている。

### キャスト
- 小山金七（警視庁捜査一課・警部）：柳葉敏郎
- 今野順志（警視庁捜査一課・警部補）：石黒賢
- 鈴本忠一（警視庁捜査一課・刑事）：中村繁之
- 寺西正大（警視庁捜査一課長）：大杉漣
- 小山シゲ子（金七の妻）：岸本加世子
- 小山賀奈男（金七の兄）：平泉成
- 小山連蔵（金七の叔父、回想）：寺脇康文（友情出演）
- 小山明子（金七の娘）：於保佐代子
- 小山賀奈男の娘：平田裕香
- 近藤公園
- 宮成竜次
- 野田琴乃
- 宮本弘祐
- 荒川康太郎

警察庁長官狙撃事件
- 國松孝次（警察庁長官）：片桐竜次
- 熊田全哉（警視庁刑事部長）：名高達男
- 日向丈
- 石川栄二
- 内藤和也
- 松井幸世

南長崎6丁目警察官殺害事件
- 陣内明：甲本雅裕
- 佐久間はな：キムラ緑子
- 江畑浩規
- 岸本康太
- 木下通博
- 荒木大
- 浜田隆広
- 福本清三

ホステス殺人死体遺棄事件
- 下藤洋：羽場裕一
- 安居剣一郎
- 木村圭作
- 滝沢涼子
- 深澤嵐

トリカブト保険金殺人事件
- 城所伸二：榎木孝明
- 漁師：なべおさみ
- 渋谷めぐみ
- 藤代麻美
- 津島雪

ほか

### スタッフ
- 原作：小野義雄『警視庁取調官 落としの金七事件簿』（産經新聞出版）
- 脚本：長坂秀佳
- 監督：和泉聖治
- 音楽：吉川清之
- プロダクション協力：東映太秦映画村
- チーフプロデューサー：五十嵐文郎
- プロデューサー：藤本一彦、河瀬光、和佐野健一
- 制作：テレビ朝日、東映